# Dejan Lazarević
Dejan Lazarević (ur. 15 lutego 1990 w Lublanie) – słoweński piłkarz grający na pozycji pomocnika.
18 stycznia 2018 został piłkarzem Jagiellonii Białystok podpisując 1,5-roczną umowę z opcją przedłużenia o rok.

## Sukcesy

### Jagiellonia Białystok
- Wicemistrzostwo Polski (1): 2017/18